# Volksabstimmungen in der Schweiz 1893
Dieser Artikel bietet eine Übersicht der Volksabstimmungen in der Schweiz im Jahr 1893.
In der Schweiz fand auf Bundesebene eine Volksabstimmung statt, im Rahmen eines Urnengangs am 20. August. Dabei handelte es sich um die erste Volksinitiative auf Teiländerung der Bundesverfassung, nachdem dieses Instrument der direkten Demokratie zwei Jahre zuvor eingeführt worden war.

## Abstimmung am 20. August 1893

### Ergebnis
| Nr. | Vorlage                                                                                  | Art | Stimm- berechtigte | Abgegebene Stimmen | Beteiligung | Gültige Stimmen | Ja      | Nein    | Ja-Anteil | Nein-Anteil | Stände  | Ergebnis |
| --- | ---------------------------------------------------------------------------------------- | --- | ------------------ | ------------------ | ----------- | --------------- | ------- | ------- | --------- | ----------- | ------- | -------- |
| 40  | Eidgenössische Volksinitiative «für ein Verbot des Schlachtens ohne vorherige Betäubung» | VI  | 668'913            | 328'983            | 49,18 %     | 318'628         | 191'527 | 127'101 | 60,11 %   | 39,89 %     | 11½:10½ | ja       |

### Schlachten ohne Betäubung
Nach Auseinandersetzungen wegen des Schächtens in verschiedenen Kantonen verlangte der Zentralvorstand der schweizerischen Tierschutzvereine 1886 in einer Petition ein Schächtverbot, doch der Bundesrat erkannte das Schächten unter gewissen Bedingungen als verfassungskonform an. In den Tierschutzvereinen setzte sich die strikt ablehnende Haltung durch, worauf sie im Herbst 1892 die für eine Volksinitiative erforderliche Zahl an Unterschriften einreichten. Es handelte sich um die erste Volksinitiative auf Teiländerung der Bundesverfassung, die seit deren Einführung 1891 zur Abstimmung gelangte. Der Freisinn und die Katholisch-Konservativen betonten, das Schächten sei nicht grausam und eine Schlachthausvorschrift, die zu unnötiger Bürokratie führe, gehöre nicht in die Bundesverfassung. Ebenso waren die Katholisch-Konservativen nach ihren eigenen Erfahrungen im Kulturkampf sehr darauf bedacht, die religiösen Grundfreiheiten nicht in Frage zu stellen. Die befürwortenden Tierschützer betonten, ihr Anliegen sei «keineswegs von antisemitischer Tendenz», auch wolle man in «keiner Art und Weise der jüdischen Religion und dem jüdischen Volk zu nahe treten». Während das Volksmehr deutlich zustande kam, schaffte die Initiative das Ständemehr nur relativ knapp.